# فرش باد
فرش باد فیلمی به کارگردانی کمال تبریزی، نویسندگی محمد سلیمانی و تهیه‌کنندگی علی‌رضا شجاع‌نوری ساخته سال ۱۳۸۱ است. این فیلم در تیر ماه ۱۳۸۲ بر روی پرده سینما رفت است.

## خلاصه فیلم
یک طراح زن ژاپنی بافت یک فرش را که قرار است در کارناوال شهر ناکایاما به نمایش در آید به بافندگان اصفهانی سفارش می‌دهد اما مرگ او باعث ناتمام ماندن این اقدام می‌شود. همسر و دختر او به ایران می‌آیند تا کار نیمه تمام را تمام کنند و میهمان خانواده اصفهانی می‌شوند…

## جشنواره‌ها
جشنواره‌ها و جوایز فیلم فرش باد به قرار زیر است:

### بیست و یکمین دوره جشنواره بین‌المللی فیلم فجر
| قسمت                          | نامزد                         | نتیجه    | جایزه        |
| ----------------------------- | ----------------------------- | -------- | ------------ |
| بهترین اثر هنر و تجربه        | کمال تبریزی                   | نامزدشده |              |
| جایزه ویژه هیئت داوران        | کمال تبریزی و علیرضا شجاع‌نوری | برنده    | سیمرغ بلورین |
| بهترین فیلمبرداری             | حسن پویا                      | نامزدشده |              |
| بهترین بازیگر نقش اول زن      | فریبا کامران                  | نامزدشده |              |
| بهترین فیلم از نگاه تماشاگران | کمال تبریزی و علیرضا شجاع‌نوری | برنده    | سیمرغ بلورین |

### هفتمین دوره جشن حافظ
| قسمت                     | نامزد          | نتیجه    |
| ------------------------ | -------------- | -------- |
| بهترین بازیگر مرد سینما  | رضا کیانیان    | نامزدشده |
| بهترین موسیقی متن        | پیمان یزدانیان | نامزدشده |
| بهترین طراحی صحنه و لباس | مجید میرفخرایی | برنده    |
| جایزه ویژه هیئت داوران   | رضا کیانیان    | برنده    |

### جشن خانه سینما - دوره هفتم
- تندیس زرین بهترین فیلم به انتخاب انجمن منتقدان و نویسندگان (کمال تبریزی)
- تندیس زرین بهترین صداگذاری و میکس (مسعود بهنام)
- کاندیدا نقش اول زن (فریبا کامران)
- کاندیدا بهترین نقش اول مرد (رضا کیانیان)
- کاندیدا نقش دوم زن (مریم بوبانی)
- کاندیدا بهترین بهترین صدابرداری (بهروز معاونیان)
- کاندیدا بهترین طراحی لباس (مجید میرفخرایی)
- کاندیدا بهترین طراحی صحنه (مجید میرفخرایی)
- کاندیدا بهترین بهترین موسیقی متن (پیمان یزدانیان)

### جشنواره فیلم رشد ـ دوره سی و سوم
- جایزه ویژه هیئت داوران بهترین فیلم‌نامه (محمد سلیمانی)
- کتاب زرین بهترین فیلم (علی‌رضا شجاع‌نوری)

### حضور در جشنواره‌های داخلی و خارجی
- جشنواره بین‌المللی فیلم توکیو ـ دوره پانزدهم
- جشنواره بین‌المللی فیلم مانهایم، هایدلبرگ ـ دوره پنجاه و یکم
- جشنواره بین‌المللی فیلم لندن ـ دوره چهل و هفتم
- جشنواره بین‌المللی فیلم آسیایی رم ـ دوره چهارم
- جشنواره بین‌المللی فیلم دوشنبه ـ دوره اول
- جشنواره برنامه فیلم‌های ارزشمند آسیا در سینما بونکه زا توکیو
- جشنواره برنامه «فاصله نزدیک دور» در خانه فرهنگ‌های جهان (آلمان)